# Professor Issur Koch
 Issur Israel Koch  (Novo Hamburgo, 15 de julho de 1977), mais conhecido como  Professor Issur Koch , é um político brasileiro filiado ao Progressistas.

## Biografia
Issur Israel Koch nasceu em Novo Hamburgo, na região metropolitana de Porto Alegre, em 15 de julho de 1977. É formado em Pedagogia pela Universidade Luterana do Brasil (ULBRA), atuando como professor de séries iniciais e ensino fundamental. Além de sua formação acadêmica e atuação como educador, Issur também desenvolveu carreira como músico, compositor e autor de livro infantil.

## Carreira profissional

### Professor
Desde 2009, Issur Koch atua como professor da rede municipal de Dois Irmãos, município da região do Vale do Sinos. Sua experiência como educador tem sido fundamental para sua atuação política, especialmente na defesa de pautas relacionadas à educação.

### Músico
Paralelamente à sua carreira como professor e político, Issur Koch também se dedica à música. Durante a cerimônia em que recebeu o Prêmio Cultural Ernesto Frederico Scheffel da Câmara Municipal de Novo Hamburgo em 2023, ele destacou a importância da música em sua trajetória, relatando que tudo que tem na vida, de alguma forma, passa pela música, ele destaca os primeiros acordes que aprendeu, com ênfase especial na nota "Sol", que, assim como o Sol, trouxe muita luz para sua trajetória. A música foi a porta de entrada para a sala de aula, permitindo-lhe tornar-se professor e alimentando sua paixão pela educação.

## Carreira política

### Vereador de Novo Hamburgo
Issur Koch iniciou sua carreira política em 2012, quando foi eleito vereador em Novo Hamburgo pelo Partido Progressista (PP). Nas eleições municipais de 2016, foi reeleito com 6.857 votos, tornando-se o vereador mais votado da história da cidade. Durante seu período na Câmara Municipal, atuou como relator da Comissão de Direitos Humanos, Cidadania e Defesa do Consumidor e presidiu a Comissão de Educação, Cultura, Desporto, Ciência e Tecnologia.

### Deputado estadual
Nas eleições estaduais de 2018, Issur Koch foi eleito deputado estadual pelo PP, obtendo 35.803 votos. Tomou posse em 1º de fevereiro de 2019 para seu primeiro mandato na Assembleia Legislativa do Rio Grande do Sul. 
Nas eleições de 2022, ficou como primeiro suplente do PP com 28.115 votos, mas assumiu novamente a cadeira na Assembleia Legislativa com a indicação de Ernani Polo, para a Secretaria do Desenvolvimento Econômico.

##### Atuação parlamentar

###### Comissões parlamentares
Na Assembleia Legislativa do Rio Grande do Sul, Issur Koch ocupa os seguintes cargos em comissões parlamentares:
- Vice-presidente da Comissão de Educação, Cultura, Desporto, Ciência e Tecnologia
- Titular da Comissão Mista Permanente de Defesa do Consumidor e Participação Legislativa Popular
- Titular da Comissão de Cidadania e Direitos Humanos
- Suplente da Comissão de Assuntos Municipais
- Suplente da Comissão de Economia, Desenvolvimento Sustentável e do Turismo
- Membro da Comissão Especial da Cadeia Produtiva da Música e da Cultura Gaúcha

###### Frentes parlamentares
O deputado Issur Koch preside diversas frentes parlamentares na Assembleia Legislativa, como:
- Frente Parlamentar em Defesa do Setor Coureiro-Calçadista
- Frente Parlamentar de Combate à Pirataria
- Frente Parlamentar pela Real Inclusão da Educação Inclusiva no Ambiente Escolar
- Frente Parlamentar de Incentivo aos Músicos, Escolas de Música e à Produção Fonográfica do RS
- Frente Parlamentar Pela Extensão da BR-448
- Frente Parlamentar do Ciclismo e Cicloturismo
- Frente Parlamentar em apoio ao Desenvolvimento do Vale Germânico

###### Projetos de lei
Entre os principais projetos de lei apresentados pelo deputado Issur Koch na Assembleia Legislativa, destacam-se:
- PL 95/2019: Dispõe sobre inauguração de obras públicas no âmbito do Estado do Rio Grande do Sul
- PL 326/2019: Dispõe sobre a adoção de atividades com fins educativos para enfrentamento à violência e reparação de danos causados no âmbito dos estabelecimentos que compõem o Sistema Estadual de Ensino
- PL 327/2019: Institui a Política de Prevenção à violência contra Profissionais da Educação da Rede de Ensino do Estado do Rio Grande do Sul
- PL 341/2019: Institui o Dia Estadual do Biomédico
- PL 342/2019: Institui a Política Estadual de Enfrentamento à Doença de Alzheimer e Outras Demências no Estado do Rio Grande do Sul
- PL 465/2019: Dispõe sobre a bolsa-atleta e bolsa-técnico no âmbito do Estado do Rio Grande do Sul